# Armășești
Armășești es una comuna ubicada en el distrito de Ialomița, Rumania.

## Superficie
Cuenta con una superficie de 47,41 kilómetros cuadrados.

## Demografía
Hasta 2021 la población era de 1861 habitantes, con una densidad de población de 39,25 habitantes por kilómetro cuadrado.